# Kopparkitteln
Kopparkitteln är en sjö i Uddevalla kommun i Bohuslän och ingår i Bäveån-Örekilsälvens kustområde. Sjön är 14 meter djup, har en yta på 0,013 kvadratkilometer och är belägen 101 meter över havet.